# Кенідіа (Нью-Йорк)
Кенідіа (англ. Caneadea) — місто (англ. town) в США, в окрузі Аллегені штату Нью-Йорк. Населення — 2294 особи (2020).

## Демографія
Згідно з переписом 2010 року, у місті мешкали 2542 особи в 576 домогосподарствах у складі 410 родин. Було 1059 помешкань
Расовий склад населення:
| - 93,9 % — білих - 3,1 % — азіатів - 1,5 % — чорних або афроамериканців - 0,1 % — корінних американців |

До двох чи більше рас належало 1,1 %. Частка іспаномовних становила 2,1 % від усіх жителів.
За віковим діапазоном населення розподілялося таким чином: 14,3 % — особи молодші 18 років, 73,0 % — особи у віці 18—64 років, 12,7 % — особи у віці 65 років та старші. Медіана віку мешканця становила 22,1 року. На 100 осіб жіночої статі у місті припадало 79,6 чоловіків;  на 100 жінок у віці від 18 років та старших — 74,0 чоловіків також старших 18 років.
Середній дохід на одне домашнє господарство  становив 56 437 доларів США (медіана — 44 196), а середній дохід на одну сім'ю — 64 860 доларів (медіана — 56 696). Медіана доходів становила 39 063 долари для чоловіків та 31 667 доларів для жінок. За межею бідності перебувало 10,2 % осіб, у тому числі 18,8 % дітей у віці до 18 років та 1,0 % осіб у віці 65 років та старших.
Цивільне працевлаштоване населення становило 1083 особи. Основні галузі зайнятості: освіта, охорона здоров'я та соціальна допомога — 44,0 %, мистецтво, розваги та відпочинок — 22,0 %, виробництво — 5,4 %, роздрібна торгівля — 5,3 %.